# Five Men and Pompey; a Series of Dramatic Portraits
Five Men and Pompey; a Series of Dramatic Portraits – debiutancki tomik wierszy amerykańskiego poety Stephena Vincenta Benéta, szerzej znanego jako autor poematu epickiego John Brown’s Body, opublikowany w 1915. Zbiorek jest serią monologów dramatycznych w stylu Roberta Browninga. W chwili opublikowania tomiku urodziny w 1898 autor miał zaledwie 17 lat. Tomik dzieli się na części The Last Banquet, Lucullus Dines, The Forlorn Campaign, Ad Atticum, De Bello Civile i After Pharsalia.
Twelve years! Twelve years of striving! and at last
My power is – secure? Still Pompey lives
And has an army and Metellus strives
To wipe out his defeats. The net is cast:
Cast, and draws ever tighter: and my men
Grumble and mutter, near to mutiny.
Perpenna stirs up treason: like a fen
Of black and quaking marshes, my own camp
Boils up all foulness, gapes to swallow me.
(The Last Banquet)